# سیجینا (مینه‌سوتا)
سیجینا (به انگلیسی: Saginaw) یک منطقهٔ مسکونی در ایالات متحده آمریکا است که در شهرستان سنت لوئیس، مینه‌سوتا واقع شده‌است. سیجینا ۴۱۲٫۰۹ متر بالاتر از سطح دریا واقع شده‌است.